# Emittanz
Die Emittanz {\displaystyle \epsilon } ist das Produkt aus Winkeldivergenz und Querschnittsfläche eines Teilchen- oder Lichtstrahls:
{\displaystyle \epsilon =\mathrm {Div} \cdot A}
Genauer bezeichnet die Emittanz das Volumen, das ein Teilchen- oder Lichtstrahl im Phasenraum ausfüllt. Der Begriff ist hauptsächlich in der Elektronenoptik und der Beschleunigerphysik von Bedeutung als Maß für Querschnitt und Bündelung eines Teilchenstrahls in einem Beschleuniger.
In großen Teilchenbeschleunigern kommt es zumeist darauf an, eine möglichst kleine Strahlemittanz zu erreichen, also einen stark fokussierten Teilchenstrahl zu erzeugen, der eine kleine Querschnittsfläche besitzt. Auf seinem Weg durch den Teilchenbeschleuniger soll der Teilchenstrahl auch fokussiert bleiben (also nicht „verschmieren“ bzw. divergieren).
Ein verwandter Begriff aus der Lichtoptik ist die Brillanz.

## Einführung
Zunächst betrachtet man die Teilchen eines Teilchenstrahls, der von einer Teilchenquelle erzeugt wurde, unter der Annahme, dass sie sich nahezu parallel zur positiven z-Achse bewegen, und zwar (der Einfachheit halber) nur in einer Ebene, der xz-Ebene. Dann ist der Phasenraum zweidimensional: er besteht aus der Ebene, die von den Koordinaten x und px aufgespannt wird, wobei px die x-Komponente des Teilchenimpulses ist (die in diesem Fall viel kleiner ist als die z-Komponente pz). Statt der Impulskomponente px kann man auch den kleinen Winkel θ nehmen, den die Flugrichtung des Teilchens mit der z-Achse einschließt:
{\displaystyle \tan \theta ={\frac {p_{x}}{p_{z}}}\approx \theta } (Kleinwinkelnäherung),
wobei θ im Bogenmaß gemessen wird, also in Radiant (1 rad = 57,3°).

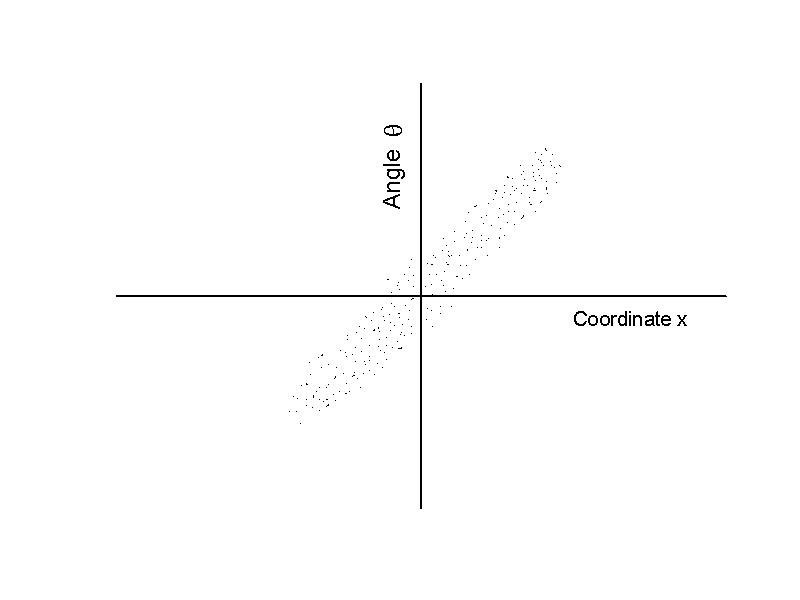
Die Emittanz ist die Größe des von Punkten ausgefüllten Bereichs der x-θ-Ebene

Betrachtet man nun diese x-θ-Ebene bei einem bestimmten Punkt z, so ist jedes Teilchen in dieser Ebene durch einen Punkt charakterisiert. Alle Teilchenpunkte befinden sich in einem bestimmten Bereich der Ebene, d. h. des Phasenraumes; die Größe dieses Bereichs in der x-θ-Ebene ist die Emittanz, gemessen z. B. in mm·mrad.
In der Praxis werden die Teilchen des Strahles (der im Wesentlichen in z-Richtung fliegt) nicht nur eine x-Komponente haben, sondern auch eine y-Komponente; der Phasenraum ist dann vierdimensional statt zweidimensional. Dann füllen die Teilchenpunkte nicht eine Fläche aus, sondern ein vierdimensionales Volumen, gemessen in (mm mrad)2.
Beispiel: wird ein paralleler Lichtstrahl in z-Richtung durch eine Sammellinse auf einen kleinen Brennfleck fokussiert, so wird die Breite des Strahls dadurch verkleinert, aber die Winkel der Einzelstrahlen zur z-Achse vergrößern sich: das Produkt, die Emittanz, bleibt konstant. Das ist ein Beispiel für den Satz von Liouville: bei Anwendung von linearer Optik ist die Emittanz eine Erhaltungsgröße, d. h., sie verändert sich nicht längs des Strahles, in z-Richtung.

## Anwendungen
Die Emittanz bezeichnet das Phasenraumvolumen eines Ensembles von Teilchen, welches z. B. von einer Teilchenquelle erzeugt wurde oder sich in einem Teilchenbeschleuniger befindet. Die Emittanz wird von den Eigenschaften der (Licht- oder Teilchen-)Quelle bestimmt.
Bei hohen Strahlströmen, d. h. bei einem Ensemble,  das aus vielen geladenen Teilchen besteht, kann die elektromagnetische Wechselwirkung zwischen den Teilchen des Teilchenstrahls nicht mehr vernachlässigt werden. Die hierbei auftretenden Raumladungseffekte führen zu einer Vergrößerung der Emittanz.
Ebenso führen andere nichtlineare Effekte, z. B. Energieverluste durch Reibung oder Abgabe von Synchrotronstrahlung, zu einer Änderung der Emittanz, d. h., die Emittanz ist dann keine Erhaltungsgröße mehr.
Auch bei Beschleunigung der Teilchen in Strahlrichtung verändert sich die Emittanz: sie wird kleiner, da die longitudinale Komponente des Impulsvektors bei der Beschleunigung zunimmt, die transversalen Komponenten sich aber nicht ändern, und dadurch die Divergenz des Strahls  kleiner wird.
Die normierte Emittanz {\displaystyle \epsilon _{n}} berücksichtigt diese Emittanzverkleinerung und ist – wenn die Teilchenbeschleunigung der einzige nichtlineare Effekt ist – sehr wohl eine Erhaltungsgröße. (Da alle geladenen Teilchen Synchrotronstrahlung emittieren, ist die normierte Emittanz jedoch nur in guter Näherung eine Erhaltungsgröße). Sie ist definiert als:
{\displaystyle {\begin{aligned}\epsilon _{n}&={\frac {p}{m\cdot c}}\cdot \epsilon \\&=\gamma \cdot \beta \cdot \epsilon \end{aligned}}}
mit
- dem Impuls {\displaystyle p}
- der Masse {\displaystyle m}
- der Lichtgeschwindigkeit {\displaystyle c}
- dem Lorentzfaktor {\displaystyle \gamma }
- der Teilchengeschwindigkeit {\displaystyle \beta =v/c} relativ zur Lichtgeschwindigkeit.

Besonders bei Strahlen leichter geladener Teilchen (wie Elektronen) stellt sich durch die Synchrotronstrahlungsdämpfung ein Emittanzgleichgewicht ein (Gleichgewichtsemittanz).
Es gibt verschiedene Definitionen von Emittanz, da der Rand des Bereiches nicht genau definiert ist:
- 95-%- bzw. 90-%-Emittanz: 95 % (90 %) der Teilchen befinden sich innerhalb des Phasenraumvolumens
- RMS-Emittanz: auf Basis der Standardabweichung
- Konvention: meist wird {\displaystyle \pi } zur Einheit dazugezählt, sie heißt dann z. B. {\displaystyle \pi }·mm·mrad.

Für Freie-Elektronen-Laser ist die „Slice-Emittanz“ eine wichtige Größe: Statt eines Strahls befinden sich Teilchenpakete im Beschleuniger, die Bunches. Diese Pakete kann man in kleinere Scheiben (Slices) schneiden, und jeder dieser Scheiben eine Emittanz zuordnen. Dies ist die Slice-Emittanz, die vor allem für das Lasing des FEL wichtig ist.